# Acaena niederleinii
Acaena niederleinii é uma espécie de rosácea do gênero Acaena, pertencente à família Rosaceae.